# Partido Demócrata Cristiano de Chile
Die Partido Demócrata Cristiano de Chile (PDC; deutsch: Christdemokratische Partei Chiles) ist eine christdemokratische Partei der politischen Mitte in Chile. Sie gehört zu den größten Parteien des Landes.
Die PDC wurde 1957 als Nachfolgerin der christlich-sozialen Falange Nacional gegründet. In den 1960er-Jahren war sie Chiles wichtigste Partei und gestaltete in dieser Zeit eine Reihe progressiver Reformen mit. Mit Eduardo Frei Montalva stellte sie von 1964 bis 1970 den Präsidenten. Unter der Diktatur von Augusto Pinochet war die PDC ab 1978 jahrelang verboten und spielte dann in den 80er Jahren eine zentrale Rolle bei der Gestaltung der Transition. Von 1988 bis 2017 gehörte sie zur Mitte-links-Koalition Concertación de Partidos por la Democracia und stellte mit Patricio Aylwin Azócar (von 1990 bis 1994) und Eduardo Frei Ruiz-Tagle (von 1994 bis 2000) erneut das Staatsoberhaupt. Ab 2000 unterstützte die Partei im Rahmen der Concertación bzw. Nueva Mayoría zwei sozialistische Präsidenten.
Unter Führung von Carolina Goic verließ die PDC 2017 das Mitte-links-Lager und trat mit dem von ihr dominierten Mitte-Bündnis Convergencia Democrática an. Bei der Parlamentswahl 2017 fiel die PDC auf 14 Sitze in der Abgeordnetenkammer und drei im Senat zurück. Damit ist sie die viertstärkste Partei im chilenischen Parlament.

## Innere Struktur
Die Christlich-Demokratische Partei wird von einem Vorsitzenden (Presidente Nacional) und einem neunköpfigen Vorstand (Directiva Nacional) geleitet. Der Parteirat (Consejo Nacional) besteht aus den neun Mitgliedern des Parteivorstandes, den beiden Fraktionsvorsitzenden im Parlament und im Senat, den Vorsitzenden der 15 Regionalverbände, dem Vorsitzenden der Jugendorganisation sowie aus 18 vom Parteitag (Junta Nacional) gewählten Mitgliedern.
Die Partei besitzt eine Jugendorganisation (JDC), eine Frauenorganisation (Frente de la Mujer), eine Nachbarschaftsorganisation (Frente de acción vecinal), eine Angestelltenorganisation (Frente de Profesionales y Técnicos) und eine Arbeiterorganisation (Frente de Trabajadores).
Durch 15 Regionalverbände (die Regionen I und X sind in jeweils zwei Verbände aufgeteilt), 63 Provinzverbände und 325 Ortsvereine ist die Partei im gesamten Land vertreten. Sie stellt 85 von 345 Bürgermeistern, unter anderem in Antofagasta, Calama, Coquimbo, Lota, Osorno, Punta Arenas, Talcahuano, Temuco und Valparaíso. Auch die Osterinsel wird von Politikern der PDC regiert.

## Flagge
Auf der Flagge ist ein nach oben zeigender roter Pfeil, den zwei rote Streifen vertikal kreuzen, auf einem weißen Rhombus zu sehen. Der Hintergrund ist blau, weil dadurch die Flagge der Partei alle drei Farben der chilenischen Nationalflagge besitzt.

## Geschichte

### Falange Nacional
In den 1930er Jahren spaltete sich unter dem Eindruck der Weltwirtschaftskrise und einem Linksruck im chilenischen Parteiensystem die Jugendorganisation der Konservativen Partei ab und trat als Falange Nacional zu Wahlen an. Die Konservativen standen als eine der drei traditionellen Parteien dem Großgrundbesitz besonders nahe und vertraten eine äußerst liberale Wirtschaftspolitik. Unter dem Eindruck der gravierenden sozialen Folgen der Weltwirtschaftskrise und der katholischen Soziallehre sah sich eine Reihe junger Konservativer nicht mehr vom Parteiestablishment vertreten und spaltete sich ab. Bestärkt wurden sie durch einen 1934 veröffentlichten Brief des römischen Kardinals Eugenio Pacelli, der katholische Politiker zum Einsatz zugunsten der katholischen Soziallehre aufforderte. Unter den Gründungsmitgliedern befanden sich viele Politiker der späteren Partido Demócrata Cristiana wie Bernardo Leighton, Ignacio Palma, Manuel Garretón, Eduardo Frei Montalva, Radomiro Tomic und Rafael Agustín Gumucio.
Anlässlich der Präsidentschaftswahlen des Jahres 1938 und in Opposition zum konservativen Präsidentschaftskandidaten Gustavo Ross gründete sich die Falange Nacional als Partei. Wirtschaftspolitisch stand sie zwischen den erst seit 1932 politisch relevanten Arbeiterparteien (Partido Comunista und Partido Socialista) auf der einen und den traditionellen Rechtsparteien (Partido Conservador und Partido Liberal) auf der anderen Seite. Von der politischen Mitte, den dezidiert laizistischen Radikalen, unterschied sie sich weniger in ihren wirtschaftspolitischen Ziele als durch ihre christlichen Grundsätze.
Der damalige Präsident Arturo Alessandri Palma, der von der aus Radikalen, Sozialisten und Kommunisten bestehenden Volksfront unterstützt wurde, ernannte Bernardo Leighton im selben Jahr zum Arbeitsminister, während der Falange-Führer Manuel Garretón als Abgeordneter ins Parlament gewählt wurde.
Trotzdem blieb die Falange eine Splitterpartei. Unter der Volksfront (1938–52) gelang es ihr nicht, Einfluss zu gewinnen und mit maximal 23.000 Stimmen (4 %) blieb sie auch bei allen Wahlen zwischen 1937 und 1956 unbedeutend. Bei den Parlamentswahlen im März 1957 gelang der Falange ein Sprung auf 10 % der Stimmen und außerdem wurde Eduardo Frei mit großer Mehrheit zum Senator für Santiago gewählt. Am 28. Juli desselben Jahres gründete sich die Partido Demócrata Cristiano aus der Falange Nacional zusammen mit einigen Konservativen, Mitgliedern von Ibañez' PAL sowie mehrere kleinerer Parteien. Innerhalb weniger Jahre entwickelte sich die DC zur größten Partei des Landes.

### Der Aufstieg der DC
Der rasanten und in der Geschichte Chiles einmaligen Aufstieg der Christdemokraten wurde durch eine Reihe von Faktoren begünstigt:
- Durch starkes Bevölkerungswachstum und vor allem eine massive Ausweitung der Stimmrechte auf dem Land verdreifachte sich die Anzahl der abgegebenen Stimmen zwischen 1952 und 1964. Dank einer umfangreichen Mobilisierung unter den Bauern konnte die DC einen Großteil der Neuwähler für sich gewinnen.
- Die Katholische Kirche wandelte sich in den frühen 60er Jahren deutlich, bedingt durch einen Generationenwechsel um 1960 und 1958 beschleunigt durch die Wahl von Johannes XXIII. zum Papst und seinen Enzyklikae „Mater et Magista“ von 1961 und „Pacem en Terris“ von 1963. Sie distanzierte sich zunehmen zum immer noch quasi-feudal betriebenen Großgrundbesitz (Latifundien) und damit auch zwangsläufig von der Konservativen Partei und unterstützte immer offener die DC.
- Die US-geführte Allianz für den Fortschritt übte Druck für eine progressive Agrarreform aus – und damit für die Christdemokraten.
- Die erfolgreiche Revolution in Kuba machte konservative Wähler für eine Wahl der Christdemokraten kompromissbereiter, wenn sie so eine revolutionäre Linksregierung verhindern konnten (Salvador Allende unterlag 1958 dem siegreichen Kandidaten Jorge Alessandri nur um 3,7 %).
- Mit Eduardo Frei Montalva besaßen die Christdemokraten einen äußerst populären Parteivorsitzenden.
- Massive finanzielle und Propaganda-Unterstützung durch den US-Geheimdienst CIA mit der Absicht, eine Regierungsübernahme durch linke Kräfte zu verhindern, welche es nach einer CIA-Studie den Christdemokraten und Eduardo Frei Montalva 1964 erlaubte bei den Wahlen eine klare Mehrheit zu erreichen.[6]

So konnte die Partei ihre Stimmenzahl sich von gut 20.000 noch in den 50er Jahren auf 343.000 Stimmen im Jahr 1965 vervielfacht. In diesem Jahr gelang es der DC als erste (und bisher einzige) Partei im modernen Chile eine absolute Mehrheit im Abgeordnetenhaus zu erreichen (wenn auch mit nur 44 % der Stimmen). Schon im Vorjahr war Eduardo Frei mit 56 % im ersten Wahlgang zum Präsidenten gewählt worden.

### Präsident Frei Montalva (1964–1970)

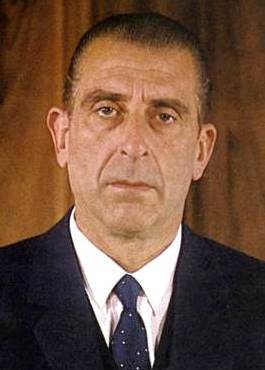
Eduardo Frei Montalva (1964)

Am 4. September 1964 wurde Eduardo Frei Montalva als erster Christdemokrat Lateinamerikas im ersten Wahlgang zum Staatspräsidenten gewählt. Der Wahlkampf und die bis 1970 dauernde Präsidentschaft standen unter dem Motto Revolution in Freiheit, was gegen den demokratischen Revolutionär Salvador Allende gerichtet war.
Die wichtigsten Reformvorhaben der Regierung war eine umfassende Agrarreform und die Verstaatlichung der Kupferminen, die jedoch nur mit Unterstützung des Kongresses durchgeführt werden konnten. Deshalb stand die Parlamentswahl des Jahres 1965 unter dem Motto „ein Parlament für Frei“. Die DC errang einen überragenden (und nie mehr erreichten) Erfolg und erlangte mehr als 40 Prozent der Abgeordneten- und Senatssitze. Im Januar 1966 billigte der Kongress die Verstaatlichung der Kupferminen unter dem Begriff „Chilenisierung“ (chilenización). Der Staat kaufte schrittweise 51 Prozent der Anteile an der Gran Minería de El Teniente, Andina y Exótica, die sich bis dahin im Besitz der US-amerikanischen Firma Kennecott befanden. Im selben Jahr wurde eine elektrolytische Kupferhütte in Ventanas in der Nähe von Quintero eröffnet. Die Regierung strebte eine Erhöhung der Kupferproduktion, die Verhüttung des Kupfers in Chile und eine Verbesserung der Arbeitsbedingungen an. 1969 wurde in einem zweiten Schritt für 180 Mio. US-Dollar die Mehrheiten der Minen „Chuquicamata“ und „El Salvador“ gekauft.
Im Januar 1967 billigte der Kongress das Gesetz zur Agrarreform. Bis zur endgültigen Verteilung des Bodens sollte das Land von Siedlungsgenossenschaften unter der Aufsicht der Corporación de la Reforma Agraria (CORA) bewirtschaftet werden. Dadurch sollten kaum genutzte Flächen von Großgrundbesitzern produktiver bewirtschaftet werden. Im Mai 1968 wurde das Gesundheitsgesetz (Ley de Medicina Curativa) verkündet; außerdem wurden eine Unfallversicherung und ein Fonds zur Aufwertung der Renten eingerichtet.
Als eine der ersten Regierungsmaßnahmen wurde das Schulsystem reformiert: die Grundschule wurde von sechs auf acht Jahre verlängert, die Oberschule von sechs auf vier Jahre verkürzt. Während der Regierungszeit von Frei wurden Kindergärten eingerichtet und über 3.000 neue Schulen gebaut, die Analphabetenrate sank von 16,4 % auf 11 %.
Unter dem Namen „Promoción Popular“ führte die Regierung die von der DC seit Jahren betriebene politische Mobilisierung der Gesellschaft fort. Die Inklusion der „marginalisierten“ Gesellschaftssektoren in die Politik sollte Organisation und Fortschritt nicht „von oben“, sondern „von der Basis“ sicherstellen und nicht zuletzt auch eine breite und dauerhafte Basis für die DC selbst garantieren. Dazu wurden Juntas de Vecinos (Nachbarschaftsgruppierungen), Centros de Madres oder Asociaciones de Apoderados und auch diverse Sportvereine gegründet. Des Weiteren wurde das aktive Wahlalter auf 18 gesenkt und auch Analphabeten ihr Wahlrecht gegeben. Das Herz der Mobilisierung bildete jedoch die gewerkschaftliche und politische Organisation für Kleinbauern und Landarbeiter, die bis 1967 in Chile illegal war. Innerhalb weniger Jahre stieg die Anzahl der in Gewerkschaften organisierten Bauern von 2000 auf 114.000.
Vertreter des linken Flügels und der christdemokratischen Jugend, die von der Befreiungstheologie beeinflusst und gegen den US-Einfluss in Lateinamerika gerichtet waren, spalteten sich 1969 von der DC ab und gründeten die Movimiento de Acción Popular Unitaria (MAPU). Diese schloss sich zu den Wahlen 1970 dem linken Bündnis Unidad Popular an und unterstützte die Präsidentschaftskandidatur des Sozialisten Salvador Allende.

### Christdemokraten während der Regierung Allende
Die Präsidentschaftswahl am 4. September 1970 gewann Salvador Allende mit einer relativen Mehrheit von 36,6 %. Daraufhin kam es zwischen diesem und Jorge Alessandri von der Partido Nacional zu einer Stichwahl im Nationalkongress. Der Kandidat der Christdemokraten, Radomiro Tomić, war als Drittplatzierter ausgeschieden. Die DC stimmte daraufhin für den Sozialisten Allende und verhalf diesem somit zum Präsidentenamt. Grundlage für diese Zusammenarbeit war das sogenannte Estatuto de Garantías Democráticas (Statut der demokratischen Garantien), mit dem der demokratische Pluralismus gesichert und eine totalitäre Herrschaft der Linken verhindert werden sollte.

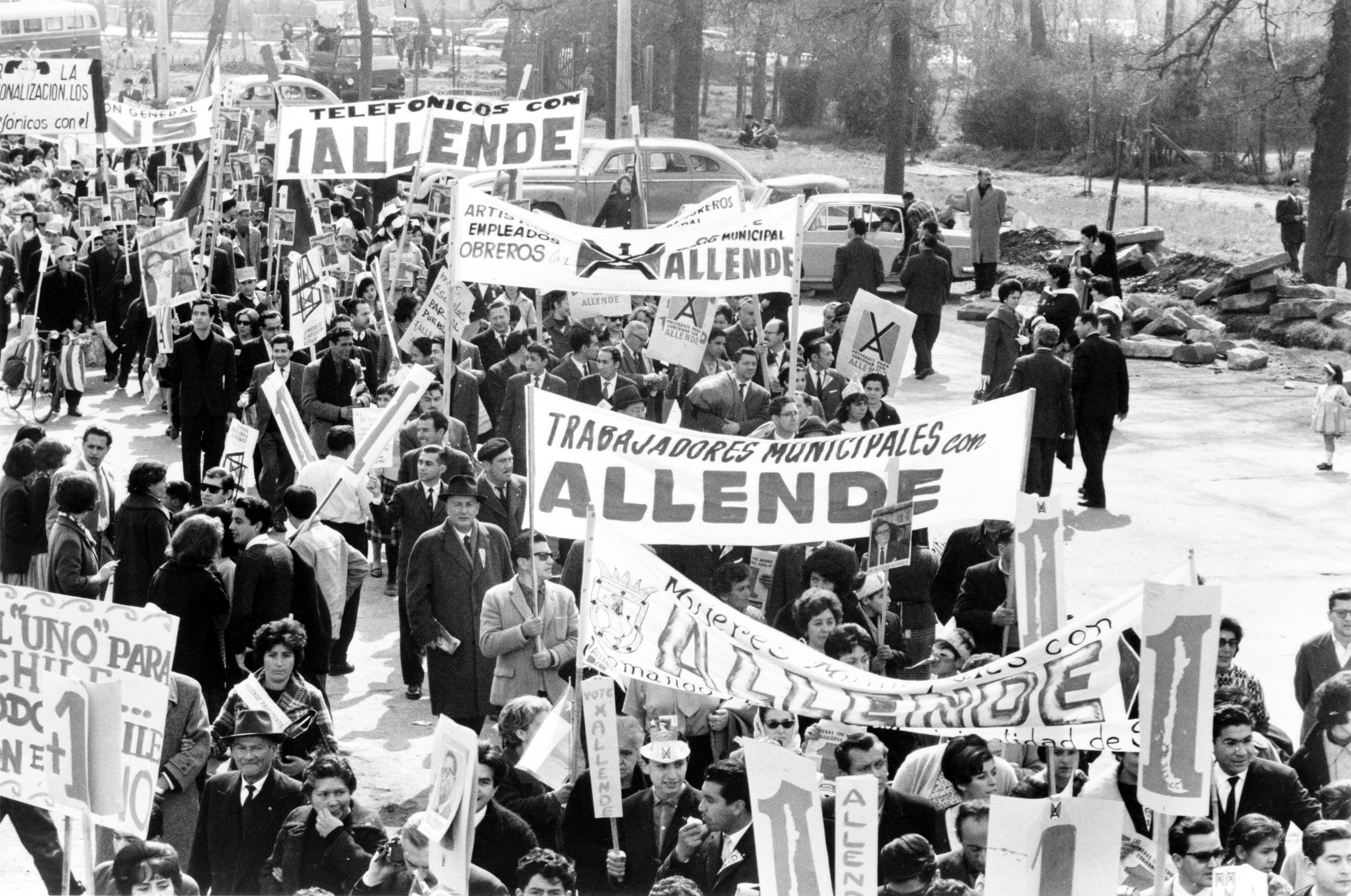
Demonstrationen für und gegen Allende spalteten die chilenische Gesellschaft

Im Laufe der Zeit wurde die Politik der UP radikaler. Die inneren Kämpfe zwischen der Kommunistischen (die am Anfang ihrer Regierungszeit moderater war) und der Sozialistischen Partei entfesselten eine Staatskrise. Die Inflation stieg, die Versorgung brach zusammen, die Gewerkschaften begannen, private Unternehmen zu besetzen usw. Die Christlich-Demokratische Partei befand sich in der Opposition und suchte nach einem demokratischen Ausweg aus der Staatskrise. So organisierte sie beispielsweise eine Zusammenkunft zwischen dem Parteivorsitzenden der PDC und Allende, zusammen mit dem Kardinalerzbischof von Santiago, Raúl Silva Henríquez, die jedoch nicht zu einem glücklichen Ende führte. Angesichts der Distanzierung der PDC von der Regierung Allende, kam es 1971 erneut zu einer Abspaltung des linken Flügels, der sich als Izquierda Cristiana de Chile (IC) der Unidad Popular anschloss.

### Staatsstreich und Militärdiktatur
Ein bedeutender Teil der PDC forderte die Absetzung von Allende wegen dessen Missachtung der Verfassung, seiner Abneigung gegen Gesetz und Kontrollorgane. Dies gipfelte am 11. September 1973 mit einem Staatsstreich. Die Streitkräfte stürzten Staatspräsident Salvador Allende und errichteten ein autoritäres Regime, das sechzehn Jahre dauerte. Die Christlich-Demokratische Partei befand sich erneut in der Opposition, in diesem Fall jedoch gegen eine rechtsgerichtete Regierung, die linientreu ihre neoliberale Politik verfolgte und die Menschenwürde und persönliche Freiheiten missachtete.
Die Christlich-Demokratische Partei wurde bald darauf aufgelöst, ihr Vermögen beschlagnahmt und ihre politischen Aktivitäten untersagt. Ihre führenden Politiker hielten dennoch untereinander Kontakt und veröffentlichten oppositionelle Zeitschriften, die später verboten wurden. Zahlreiche Christdemokraten beteiligten sich an der Verteidigung der Menschenrechte, darunter Patricio Aylwin und sein Bruder Andrés, Jaime Castillo Velasco, Soledad Alvear und Adolfo Zaldivar neben vielen anderen.

### Übergang zur Demokratie
Im Jahre 1980 präsentierte die Militärregierung unter Pinochet den Entwurf für eine neue Verfassung, der durch eine Volksabstimmung bestätigt werden sollte. Der ehemalige christdemokratische Präsident Eduardo Frei Montalva forderte die chilenischen Wähler auf, den Verfassungsentwurf der Militärregierung wegen seiner antidemokratischen Inhalte abzulehnen. Dennoch wurde dieser Verfassungsentwurf in einer umstrittenen Volksabstimmung bestätigt. Der Vorsitzende der Christlich-Demokratischen Partei, Andrés Zaldívar, wurde aus Chile verbannt, nachdem er die Kampagne gegen die Verfassung von 1980 angeführt hatte.
Die neue Verfassung trat im März 1981 in Kraft. Kurz darauf litt Chile unter einer Wirtschaftskrise, die das seit 1975 praktizierte neoliberale Modell ins Wanken brachte. Zahlreiche in Konkurs gegangene Banken und Privatunternehmen mussten am Ende vom Staat übernommen werden. Die Arbeitslosigkeit stieg auf 30 %, auch der Mittelstand war von Armut bedroht und niemand sah einen kurzfristigen Ausweg. Während dieser Wirtschaftskrise entstand eine Volksbewegung gegen das autoritäre Regime. Zuerst protestierten die Bergarbeiter in den Kupferminen, später wurde dieser Protest von den politischen Parteien und von einer breiten Bevölkerungsmehrheit in allen Städten des Landes unterstützt. Das Militärregime reagierte mit Repressionen gegen die politischen Führer der Gewerkschaft und führte Razzien im Großraum Santiago durch. Gewerkschaften und Studentenverbände vereinigten sich zur Asamblea de la Civilidad. Politiker aus allen Parteien vereinigten sich zur Demokratischen Allianz (Alianza Democrática), deren Programm die Einhaltung der Menschenrechte, freie Wahlen und eine menschenwürdige Wirtschaftspolitik umfasste. Diese Allianz war die Vorgängerin der heutigen Concertación de Partidos por la Democracia, die seit 1990 in Chile regiert.

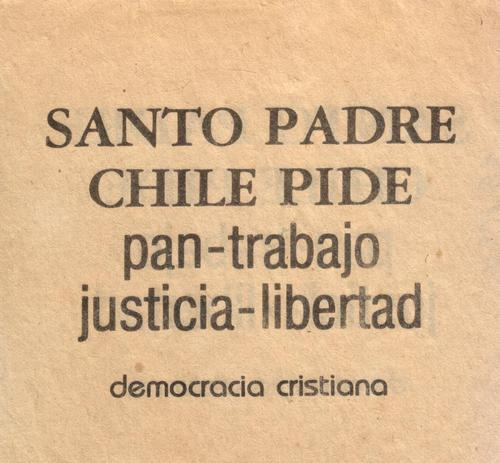
Flugblatt anlässlich des Papstbesuches 1987: „Heiliger Vater, Chile bittet um Brot, Arbeit, Gerechtigkeit, Freiheit“

Als Folge dieser Proteste und der darauffolgenden Repression entstand eine Spirale der Gewalt, die unkontrollierbar wurde. Deshalb startete der Innenminister einen Dialog mit der neu gegründeten Demokratischen Allianz. Diese Verhandlungen scheiterten jedoch, da General Pinochet jede Änderung der Verfassung ablehnte. Dennoch gab es einige Erleichterungen: Einige verbannte Politiker durften zurückkehren, die Pressezensur wurde gelockert und das politische Strafrecht wurde weniger strikt angewandt. Die große Mehrheit der Chilenen begriff, dass die Demokratie nicht durch Gewalt, sondern durch einen breiten Konsens zwischen allen Parteien erreicht werden musste. Die Katholische Kirche vermittelte ein nationales Abkommen, das den Übergang zur Demokratie regelte. Papst Johannes Paul II. forderte die Chilenen bei seinem Staatsbesuch im April 1987 zur nationalen Versöhnung auf. Daraufhin bildete sich ein Komitee für freie Wahlen. General Pinochet lehnte dessen Vorschläge jedoch ab und kündigte eine (von der Verfassung vorgesehene) Volksabstimmung über seinen Verbleib im Präsidentenamt an, die im Oktober 1988 stattfinden sollte.
Die Kräfte der Opposition schlossen sich zu einem gemeinsamen Bündnis zusammen. Im Februar 1988 unterzeichneten Vertreter von 17 Parteien einen Aufruf, der die Concertación de Partidos por el No begründete. Als gemeinsame Position aller Parteien wurde gefordert:
- so schnell wie möglich freie Parlaments- und Präsidentschaftswahlen mit einem zweiten Wahlgang und einer auf vier Jahre verkürzten Amtszeit zu ermöglichen,
- die Abschaffung aller Gesetze, die Verbannung aus ideologischen Gründen ermöglichten oder das Militär außerhalb der Volkssouveränität stellten,
- ein nationales Abkommen, das die erreichten Kompromisse und die Menschenrechte festschreibt,
- die sofortige Rückkehr aller ins Ausland verbannten Chilenen und die Rückgabe ihrer Staatsbürgerschaft,
- eine Änderung des Parteiengesetzes.

Kurze Zeit später gab die Concertación bekannt, dass der damalige Präsident der Christlich Demokratischen Partei, Patricio Aylwin, die Kampagne gegen die Wiederwahl Pinochets anführen sollte. Im Juli 1988 wurde der seit 1973 geltende Notstand aufgehoben, Augusto Pinochet wurde als einziger Kandidat zugelassen. Die Volksabstimmung über die Verlängerung seiner Amtszeit wurde am 5. Oktober 1988 ohne besondere Zwischenfälle durchgeführt. Als das ablehnende Wahlergebnis offiziell anerkannt wurde, feierten Tausende Chilenen auf den Straßen den Sieg der Demokratie. Nach der erfolgreichen Volksabstimmung (53 % der Wähler stimmten gegen Pinochet) beschloss die Concertación por el No, sich in ein dauerhaftes politisches Bündnis mit der Bezeichnung Concertación de Partidos por la Democracia zu verwandeln. Ihre erste Aufgabe bestand in der Aufstellung einer gemeinsamen Kandidatenliste, der Formulierung eines Regierungsprogramms sowie in der Nominierung des Christdemokraten Patricio Aylwin als gemeinsamen Kandidaten für die erste demokratische Präsidentschaftswahl nach der Militärdiktatur.

### Präsident Aylwin (1989–1994)

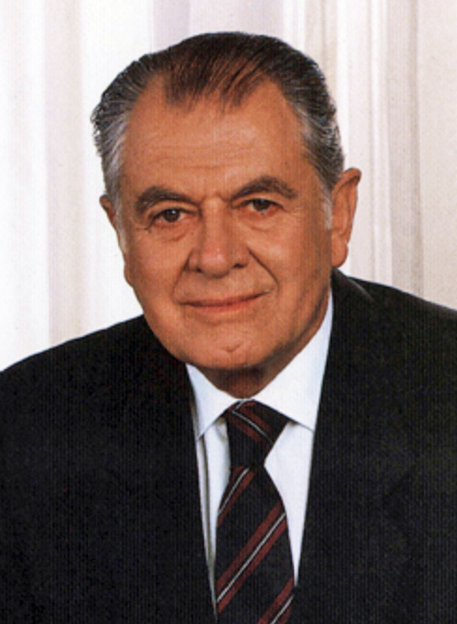
Patricio Aylwin (1990)

Am 14. Dezember 1989 wurde der Christdemokrat Patricio Aylwin Azócar mit 55 % der Stimmen zum ersten demokratischen Präsidenten der Republik Chile seit dem Staatsstreich von 1973 gewählt. Sein Regierungsprogramm umfasste fünf Schwerpunkte:
- Die nationale Versöhnung durch Aufklärung und Bestrafung von Menschenrechtsverletzungen, die zwischen dem 11. September 1973 und dem 1. März 1990 von Anhängern der Militärdiktatur begangen wurden. Die Opfer der Militärdiktatur wurden durch eine neu geschaffene Institution entschädigt und betreut.
- Verfassungsänderungen zur allmählichen Demokratisierung der Staatsorgane, darunter die Wiedereinführung des allgemeinen Wahlrechts, die Abschaffung der Unabsetzbarkeit der Armeeführung und die Demokratisierung der Gemeindeverwaltung durch Direktwahl der Bürgermeister und Nachbarschaftsräte, die 1992 in der ersten freien Kommunalwahl seit dem Staatsstreich von 1973 gipfelten.
- Das Wirtschaftswachstum in sozialer Gerechtigkeit sollte durch die Privatwirtschaft getragen, aber durch staatliche Korrekturen reguliert werden. Ein jährliches Rahmenabkommen zwischen Regierung, Gewerkschaften und Arbeitgebern legte Mindestlöhne und Löhne im Öffentlichen Dienst fest. Eine Steuerreform erhöhte die Steuerlast zur Finanzierung der gestiegenen Sozialausgaben. Zwischen 1990 und 1993 erreichte Chile bei sinkender Inflationsrate ein jährliches Wirtschaftswachstum von 7 %. Die Sozialausgaben stiegen im selben Zeitraum um 32 %.
- Zur Förderung der sozialen Gerechtigkeit gründete die Regierung Aylwin außerdem einen Solidaritätsfonds (FOSIS), einen nationalen Frauendienst (SERNAM), ein nationales Jugendinstitut (INJ), eine nationale Agentur für indigene Entwicklung (CONADI) sowie einen Behinderten- und Seniorenkommission. Das bisherige Planungsamt wurde in ein Planungs- und Koordinationsministerium umgewandelt, zu dessen Aufgaben auch die Betreuung der Sozialprogramme gehört.
- Die Normalisierung der internationalen Beziehungen durch Wiederaufnahme der diplomatischen Beziehungen mit allen Ländern, durch Eintritt in die Gruppe von Rio und die APEC, durch Abschluss eines Freihandelsabkommens mit Mexiko und durch Staatsbesuche in allen lateinamerikanischen Staaten. Der erfolgreiche Übergang zur Demokratie steigerte das internationale Ansehen Chiles. Dadurch konnte das Land neue Absatzmärkte erschließen und seine Exporte diversifizieren und steigern.

### Präsident Frei Ruiz-Tagle (1994–2000)

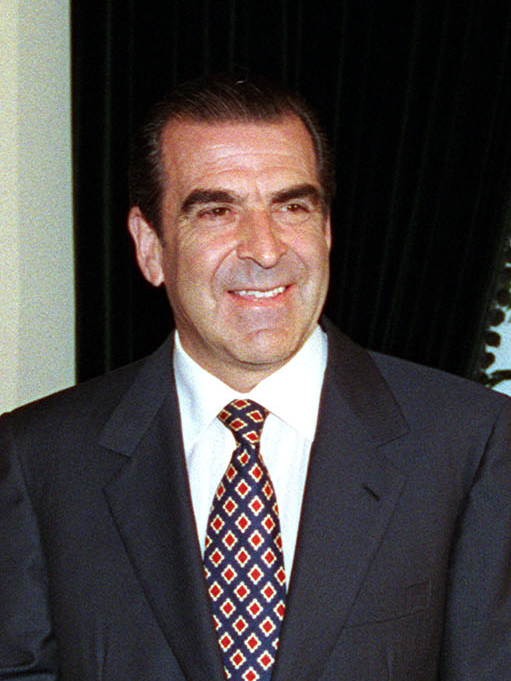
Eduardo Frei Ruiz-Tagle (1999)

Am 11. März 1994 wurde der Christdemokrat Eduardo Frei Ruiz-Tagle als Nachfolger seines Parteikollegen Patricio Aylwin Azócar zum Staatspräsidenten der Republik Chile gewählt. Er verstand sich als Modernisierer, der Chile auf die Herausforderungen des 21. Jahrhunderts vorbereiten wollte. Sein vordringlichster Programmpunkt umfasste eine Bildungsreform, die durch Ganztagsschulen, Schulautonomie und Lehrmittelfreiheit gekennzeichnet ist.
Mehr als 2 Milliarden Pesos wurden zur Verbesserung der Straßen, Häfen und Flughäfen und Wasserleitungen ausgegeben. Viele Bauprojekte wurden durch private Betreiber finanziert. Die drei wichtigsten Häfen des Landes nach ihrer Dezentralisierung modernisiert und in Punta Arenas wurde ein vierter Hafen erbaut. Über 1.500 km Landstraße wurden vierspurig ausgebaut, die Küstenstraße ausgebaut und der Bau der Andenstraße begonnen.
Durch eine Justizreform sollen die Aufgaben des Anklägers (Staatsanwalt) und des Richters getrennt werden und in einer öffentlichen mündlichen Verhandlung statt wie bisher in einem schriftlichen Verfahren verhandelt werden. Diese Justizreform erfordert 7.500 neue Planstellen: 642 Staatsanwälte, 413 Berufungsrichter, 396 Hauptverhandlungsrichter, 432 Pflichtverteidiger und 6.000 Justizangestellte. Für dieses neue Justizsystem müssen 300 neue Gerichtsgebäude in zahlreichen chilenischen Städten gebaut werden.
Auch die Familienpolitik gehört zu den Schwerpunkten der Präsidentschaft von Eduardo Frei Ruiz-Tagle. Durch zahlreiche Gesetzesänderungen soll die Position der Frauen und Kinder gestärkt werden:
- eine Verfassungsänderung zur Gleichstellung von Mann und Frau
- ein neues Gesetz gegen Gewalt innerhalb der Familien
- die Gleichstellung von ehelichen und unehelichen Kindern durch ein neues Familienrecht
- die Einführung der Zugewinngemeinschaft der Ehepartner
- die Einführung von besonderen Familiengerichten
- ein Adoptionsgesetz, das die Unterschiede zwischen voller und teilweiser Adoption abschafft
- Gesetz zum Schutz von Minderjährigen vor körperlicher oder seelischer Gewalt
- ein neu formuliertes umfassendes Sexualstrafrecht
- ein gesetzliches Verbot des Schwangerschaftstests für Bewerberinnen

Während seiner Regierungszeit betrug das Wirtschaftswachstum durchschnittlich 5,7 %, die Inflationsrate lag bei 6,1 %, die Arbeitslosigkeit bei 7 %, der Haushaltsüberschuss betrug 1,2 %, die Investitionen lagen bei 24 % des BIP, die Sparquote betrug 20,5 % des BIP, das Leistungsbilanzdefizit betrug 3,5 %. Die Asienkrise im zweiten Halbjahr 1998 traf die chilenische Wirtschaft mit voller Härte. Die Sozialausgaben der Regierung wurden jedoch nicht gekürzt und im Jahre 2000 erlebte die chilenische Wirtschaft erneut ein überdurchschnittliches Wirtschaftswachstum von 5,7 %.
Außenpolitisch gelang der Regierung die Aussöhnung mit Argentinien, die Bereinigung aller strittigen Grenzfragen und die wirtschaftliche Integration in den Mercosur. Freihandelsverträge mit Australien, Ecuador, Kanada, Mexiko (Erweiterung des 1991 geschlossenen Abkommens), Neuseeland, Singapur und der Europäischen Union banden Chile stärker in die Weltwirtschaft ein. Der Beitritt Chiles zur NAFTA scheiterte jedoch am internen Widerstand der Vereinigten Staaten von Amerika. Um den internationalen Handel zu erleichtern, senkte die Regierung die Zollsätze zum 1. Januar 2003 einseitig die Zolltarife von 11 % auf 6 %.
Die Regierung Frei gründete einen Rechnungshof und setzte eine ressortübergreifende Arbeitsgruppe zur Verwaltungsreform ein. Das Internet ist die Schlüsseltechnologie der Verwaltungsreform: ein elektronisches Beschaffungssystem ermöglicht die Kontrolle aller staatlichen Beschaffungsvorgänge und erspart dem Staat 200 Millionen Dollar pro Jahr.

### Die PDC seit 2000
Die  Concertación hielt 1999 eine Vorwahl (Primarias) zur Findung eines gemeinsamen Präsidentschaftskandidaten des Mitte-links-Lagers ab. Dabei unterlag der PDC-Kandidat Andrés Zaldívar deutlich dem von PS, PPD, PRSD und PL nominierten Ricardo Lagos. Dieser gewann auch die eigentliche Präsidentschaftswahl, sodass die Christdemokraten Juniorpartner in einer sozialistisch geführten Regierung wurden. Von 2002 bis 2006 amtierte der Senator Adolfo Zaldívar als Parteivorsitzender. Er strebte einen moralisch sauberen Politikstil an, was zum Parteiausschluss von zwei korrupten Abgeordneten führte. Im gleichen Stil wollte er seiner Partei eine eigenständige Identität geben, was jedoch angesichts der Beteiligung an der Concertación schwierig war. Adolfo Zaldívar wurde am 27. Dezember 2007 aus der PDC ausgeschlossen und schloss sich später der Partido Regionalista Independiente (PRI) an.
Die Kandidatin der PDC für die Präsidentschaftswahlen im Jahr 2005, die damals amtierende Außenministerin Soledad Alvear, verzichtete in der Vorentscheidung zugunsten der Sozialistin Michelle Bachelet, die als gemeinsame Kandidatin der Concertación antrat und gewann. Zu den Wahlen im Jahr 2009 trat der PDC-Senator und Ex-Präsident Eduardo Frei Ruiz-Tagle als gemeinsamer Kandidat der Concertación an. Er unterlag jedoch im zweiten Wahlgang gegen Sebastián Piñera vom rechten Bündnis Coalición por el Cambio. Die PDC – und die Concertación insgesamt – ging damit erstmals seit 1989 wieder in die Opposition.
Im Vorfeld der Wahlen 2013 nominierte die PDC zunächst den Bürgermeister von Peñalolén, Claudio Orrego Larraín, der sich jedoch bei den Vorwahlen des Mitte-Bündnisses (inzwischen nicht mehr Concertación, sondern Nueva Mayoría genannt) nicht gegen Michelle Bachelet von der PS durchsetzen konnte. Anschließend unterstützten die Christdemokraten die zweite Präsidentschaft Bachelets.
Im April 2016 übernahm die Senatorin Carolina Goić den Parteivorsitz. Unter ihrer Führung schied die PDC im Vorfeld der Wahlen 2017 aus dem Mitte-links-Bündnis aus. Goić kam bei der Präsidentschaftswahl mit 5,9 % der Stimmen nur auf den fünften Platz. Bei der gleichzeitigen Parlamentswahl fielen die Christdemokraten auf 10,3 % zurück – das schlechteste Ergebnis in ihrer Geschichte. Goić trat als Vorsitzende zurück; seit Juni 2018 wird die Partei von Fuad Chahín geführt.
Bei den Parlamentswahlen in Chile 2021 konnte die Partei als Mitglied des Nuevo Pacto Social gerade einmal 4,19 % der Stimmen erreichen und unterbot das Ergebnis der vorherigen Wahl noch einmal deutlich. Auch bei der gleichzeitig stattfindenden Präsidentschaftswahl kam die Kandidatin der Koalition, die christdemokratische Senatorin Yasna Provoste, mit 11,6 % der Stimmen gerade einmal auf den fünften Platz.

## Ergebnisse der PDC bei Parlamentswahlen
|  |  |

|  |  |

|  |  |

|  |  |

|  |  |

|  |  |

|  |  |

|  |  |

|  |  |

|  |  |

|  |  |

|  |  |

|  |  |